# Agylla albivenis
Agylla albivenis är en fjärilsart som beskrevs av William Schaus 1911. Agylla albivenis ingår i släktet Agylla och familjen björnspinnare. Inga underarter finns listade i Catalogue of Life.